# Gryfice (gmina)
Gryfice – gmina miejsko-wiejska położona w północnej części województwa zachodniopomorskiego, w powiecie gryfickim. Siedzibą gminy jest miasto Gryfice. Jest to największa gmina pod względem liczby mieszkańców oraz pod względem powierzchni w powiecie.
Według danych z 31 grudnia 2016 r. gmina miała 23 963 mieszkańców.
Miejsce w województwie (na 114 gmin):

powierzchnia 27., ludność 12.

## Położenie
Gmina znajduje się w północnej części województwa zachodniopomorskiego, w zachodniej części powiatu gryfickiego.
Gmina położona jest na Równinie Gryfickiej. Według danych z 1 stycznia 2009 powierzchnia gminy wynosi 261,30 km². Obszar gminy stanowi 25,7% powierzchni powiatu. Tereny leśne zajmują 22% powierzchni gminy, a użytki rolne 67%.
Przez gminę i miasto przepływa rzeka Rega dostępna dla kajaków od Reska do jej ujścia w Mrzeżynie.
Sąsiednie gminy to:
- Brojce, Karnice, Płoty i Trzebiatów (powiat gryficki)
- Golczewo i Świerzno (powiat kamieński)

Przed reformą administracyjną z 1999 r. gmina wchodziła w skład województwa szczecińskiego.

## Demografia

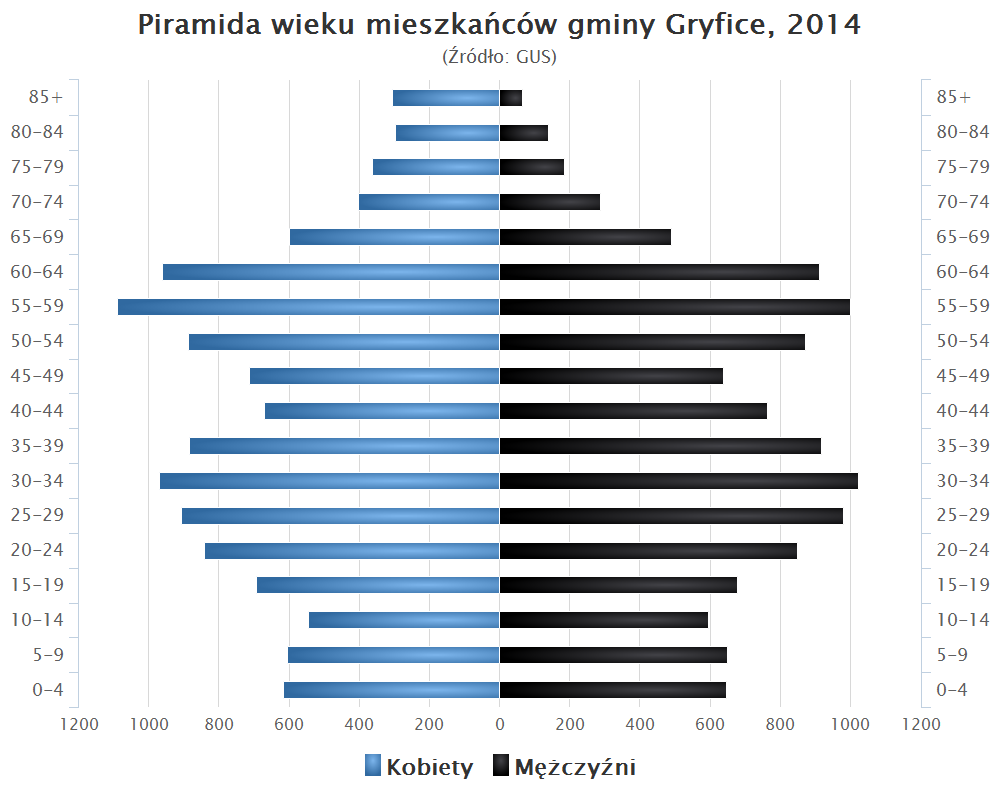
Piramida wieku mieszkańców gminy Gryfice w 2014 roku

Według danych z 31 grudnia 2016 r. gmina miała 23 963 mieszkańców. Gminę zamieszkuje 39,2% ludności powiatu. Na 1 km² przypada 91 osób – tym samym jest to gmina o największej gęstości zaludnienia w powiecie.
Dane z 31 grudnia 2016 r.:
| Opis           | Ogółem | Ogółem | Kobiety | Kobiety | Mężczyźni | Mężczyźni |
| -------------- | ------ | ------ | ------- | ------- | --------- | --------- |
| Jednostka      | osób   | %      | osób    | %       | osób      | %         |
| Populacja      | 23 963 | 100    | 12 301  | 51,33   | 11 662    | 48,67     |
| Miasto         | 16 719 | 69,77  | 8742    | 36,48   | 7977      | 33,29     |
| Obszar wiejski | 7244   | 30,23  | 3559    | 14,85   | 3685      | 15,38     |

## Warunki naturalne

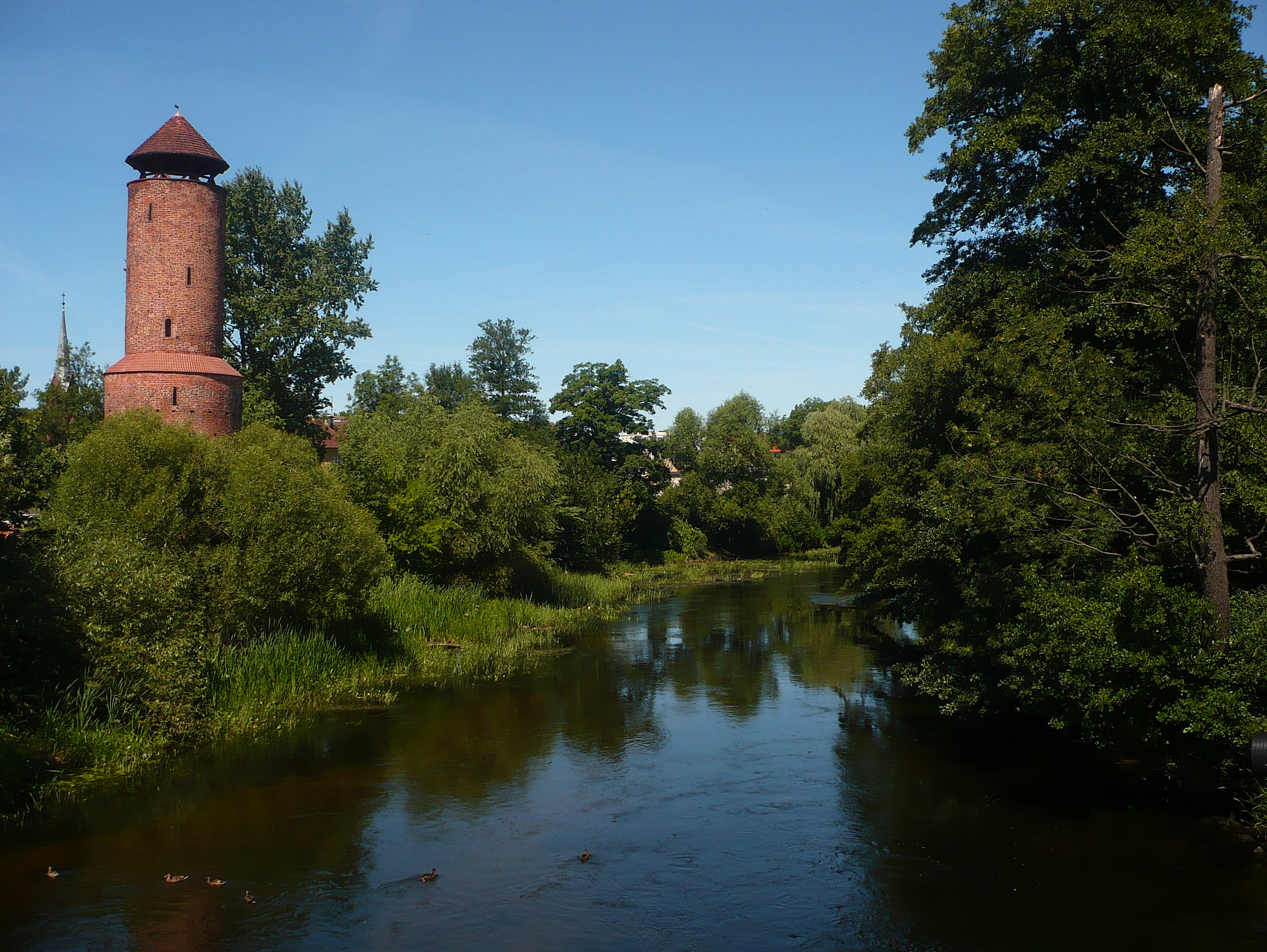
Rega w Gryficach

### Budowa geologiczna
Obszar gminy Gryfice znajduje się w północnej części wału pomorskiego, w strefie jednostki strukturalnej bloku Gryfic. Jednostka ta charakteryzuje się stosunkowo wysokim położeniem osadów jury dolnej (antyklina Gryfic). Zalegają one na wysokości do 10 m n.p.m. (rejon Rzęsina i Trzygłowa oraz Wołowca i Ościęcina). Strop osadów jurajskich układa się na wysokości od 11 m n.p.m. do 120 m p.p.m. Jest więc silnie urozmaicony, a to głównie za sprawą przebiegu głębokiej kopalnej doliny (subglacjalno-rzecznej) na linii Gardomino - Kołomąć - Kukań - Witno - Ciećmierz, z dopływami na linii Upadły - Wołczyno, Niekładź - Niedźwiedziska i Stuchowo – Ciećmierz. Na osadach z tego okresu bazuje szereg ujęć wód podziemnych, dostarczając wody wysokiej jakości.
W związku ze zmienną rzeźbą podłoża osadów czwartorzędowych, dużemu zróżnicowaniu podlega miąższość czwartorzędu. Pokrywa osadów lodowcowych, od bardzo cienkiej (rzędu 10–20 m na zachód od Gryfic), sięga lokalnie do ponad 100 m w rejonie miejscowości: Wołowiec, Kołomąć, Rzęsin, Smolęcin, Gardomino i Niedźwiedziska. Średnia miąższość osadów czwartorzędowych układa się w granicach 40–60 m.

### Warunki klimatyczne
Gmina Gryfice położona jest na terenie dwóch krain klimatycznych: Pobrzeża Kołobrzeskiego i krainy Gryficko-Nowogardzkiej. Klimat charakteryzującego się przewagą wpływów oceanicznych i pośrednim wpływem Morza Bałtyckiego, czego efektem są małe amplitudy temperatur. Średnia roczna wysokość opadów kształtuje się w granicach 550–600 mm. Przeważają wiatry umiarkowane z kierunku zachodniego, często występują układy niżowe.

### Leśnictwo
Gmina Gryfice cechuje się niskim wskaźnikiem lesistości. Kształtuje się on na poziomie niższym od średniej dla województwa i wynosi 21,9%. Lasy Państwowe należą do dwóch Nadleśnictw: Gryfice oraz Rokita. Mimo występowania szerokiego spektrum siedlisk leśnych, dominują tutaj świeże siedliska borowe, przede wszystkim: bór świeży i bór mieszany świeży. Uwarunkowane to jest niską żyznością substratu glebowego.

## Komunikacja

### Komunikacja samochodowa
Przez Gryfice prowadzą drogi wojewódzkie: nr 105 łącząca miasto ze Świerznem i drogą nr 102 w kierunku Kamienia Pomorskiego (18 km) oraz przez Brojce (12 km) ze Skrzydłowem i drogą krajową nr 6 w kierunku Koszalina i Gdańska (22 km), nr 109 do Trzebiatowa (18 km) i Płotów (12 km, skrzyżowanie z drogą nr 6 do Szczecina) oraz nr 110 przez Cerkwicę (14 km) i Karnice (19 km) do Lędzina (24 km) w gminie Rewal.

### Komunikacja kolejowa

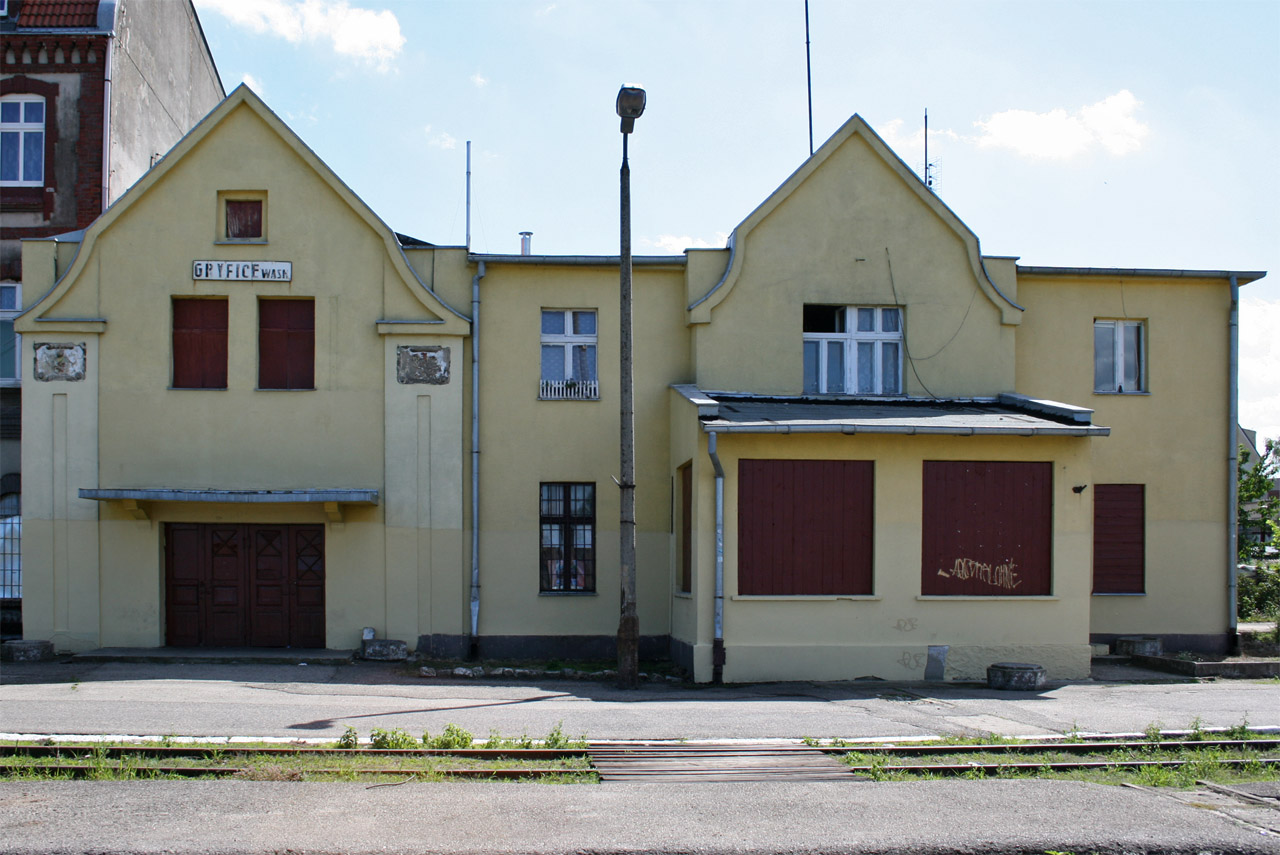
Stacja kolei wąskotorowej w Gryficach

Obecnie w gminie czynnych jest 8 stacji, na linii normalnotorowej: Baszewice, Gryfice i Górzyca Reska oraz na wąskotorowej: Gryfice Wąskotorowe, Popiele, Rybokarty, Wilczkowo i Niedźwiedziska.

#### Historia kolei
Gryfice uzyskały połączenie kolejowe w 1882 po połączeniu Dąbia przez Goleniów i Gryfice z Kołobrzegiem. Linia ta nie została zelektryfikowana. W 1896 wybudowano pierwszą wąskotorową linię kolejową przez Popiele do Niechorza, a 2 lata później otwarto linię do Dargosławia przez Tąpadły. Obie linie miały szerokość 750 mm, którą w 1900 zmieniono na 1000 mm. W 1899 otwarto odcinek Tąpadły – Skrzydłowo będący ostatnim odcinkiem łączącym z Gościnem. W 1901 otwarto linię przez Kołomąć do Golczewa Wąsk., w 1903 wydłużoną do Stepnicy. Linię z Dargosławia połączono w 1907 z Trzebiatowem Wąsk., a w 1913 także z Trzebiatowem Wąsk. połączono linię z Niechorza przez Pogorzelicę Gryficką. Także w 1913 została otwarta ostatnia linia z Kołomącia do Trzygłowa, która w 1961 została zamknięta. W 1979 wycofano ruch pociągów z linii ze Stepnicy do Łoźnicy Wąsk. Od końca lat 80 nastąpiło stopniowe, szybkie zamykanie kolejnych odcinków: w 1989 Tąpadły - Gościno, w 1991 Trzebiatów Wąsk. - Dargosław, w 1996 Łoźnica Wąsk. - Popiele i Dargosław - Gryfice Wąsk. oraz w 1999 Pogorzelica Gryf. - Trzebiatów Wąsk.

### Poczta
W gminie czynne są 3 urzędy pocztowe: Gryfice 1 (nr 72-300), Gryfice 3 (nr 72-301) i Gryfice 4 (nr 72-302).

## Zabytki

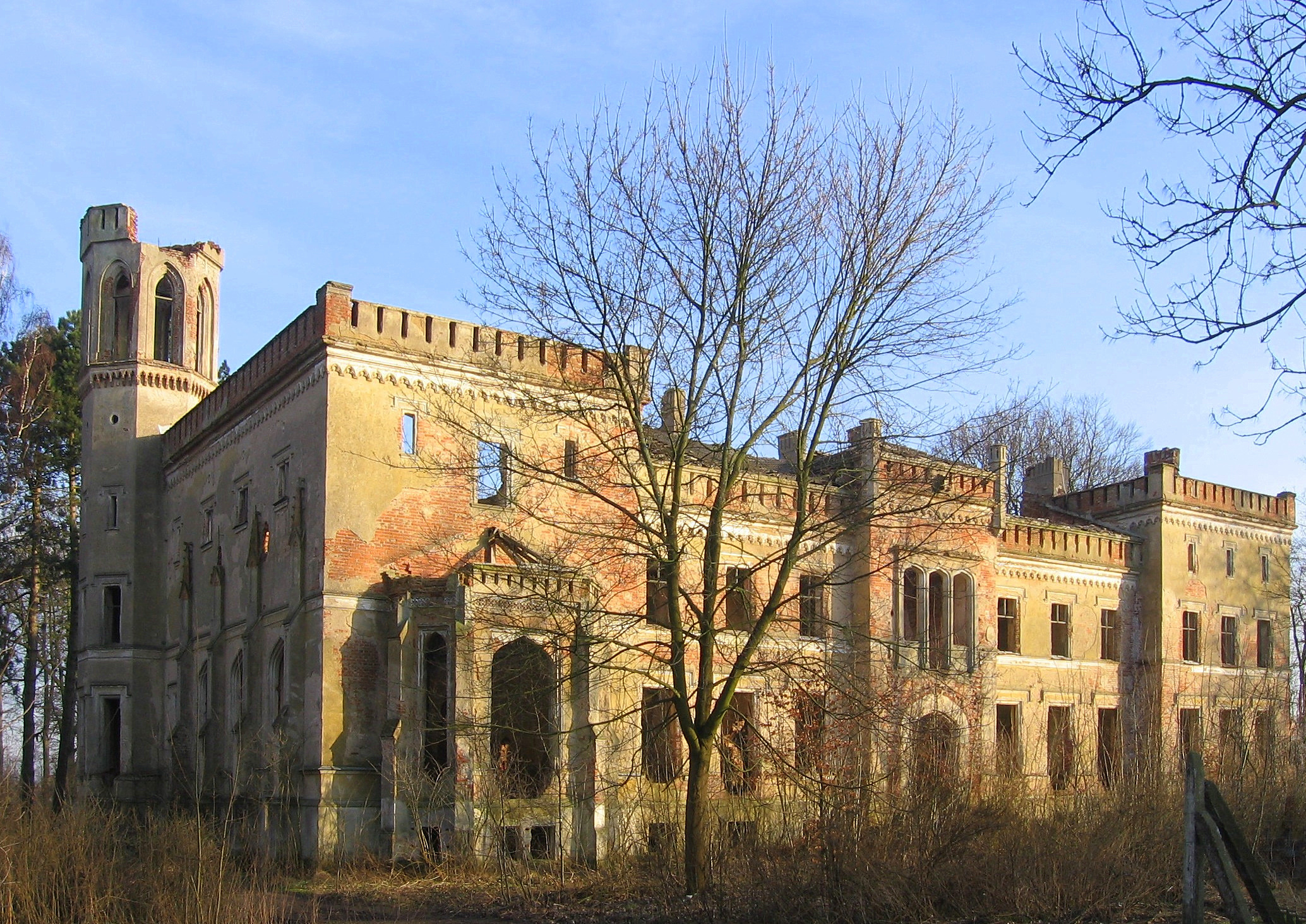
Niszczejący pałac w Otoku

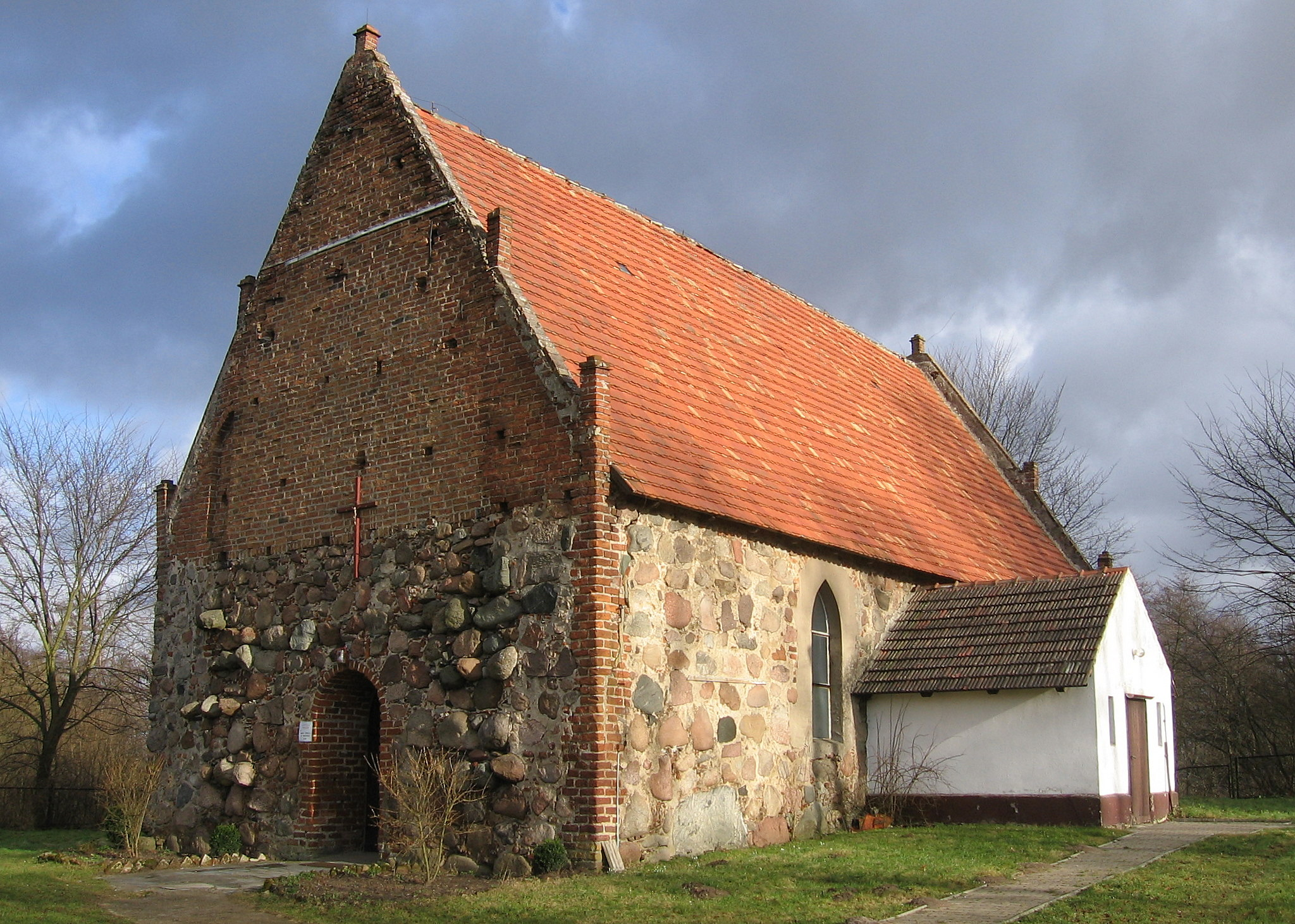
Kościół w Baszewicach

Największą atrakcją turystyczną jest linia kolei wąskotorowej oraz Stała Wystawa Pomorskich Kolei Wąskotorowych w Gryficach. Jest to jedyna kursująca jeszcze kolej tego typu.
- Baszta Prochowa zbudowana na przełomie XIV/XV wieku
- gotycki kościół mariacki pw. Wniebowzięcia NMP z XIII, XV wieku
- kaplica św. Jerzego z XV wieku, obecnie pełniąca funkcję lapidarium na cmentarzu
- pałac oraz kościół (XV w.) w Rybokartach
- ruiny zespołu pałacowo-parkowego w Otoku
- neoromański kościół w Ościęcinie z 1842 r.
- kościół pw. MB Różańcowej w Baszewicach z 1440 roku
- neogotycki kościół w pw. Niepokalanego Poczęcia NMP z 1886 r. w Górzycy
- kościół pw. Niepokalanego Serca NMP w Łopianowie, zbudowany z cegły w XVII wieku (nie wpisany do rej. zab.)
- ryglowy kościół pw. MB Częstochowskiej z 1780 r. z barokowym ołtarzem w Rotnowie
- kościół w Trzygłowie z 1896 r.
- gotycki kościół pw. św. Stanisława Kostki z przełomu XV/XVI w. w Witnie
- kościół parafialny pw. Matki Boskiej Częstochowskiej w Świeszewie, zbudowany w 1696 r.

## Kultura i oświata

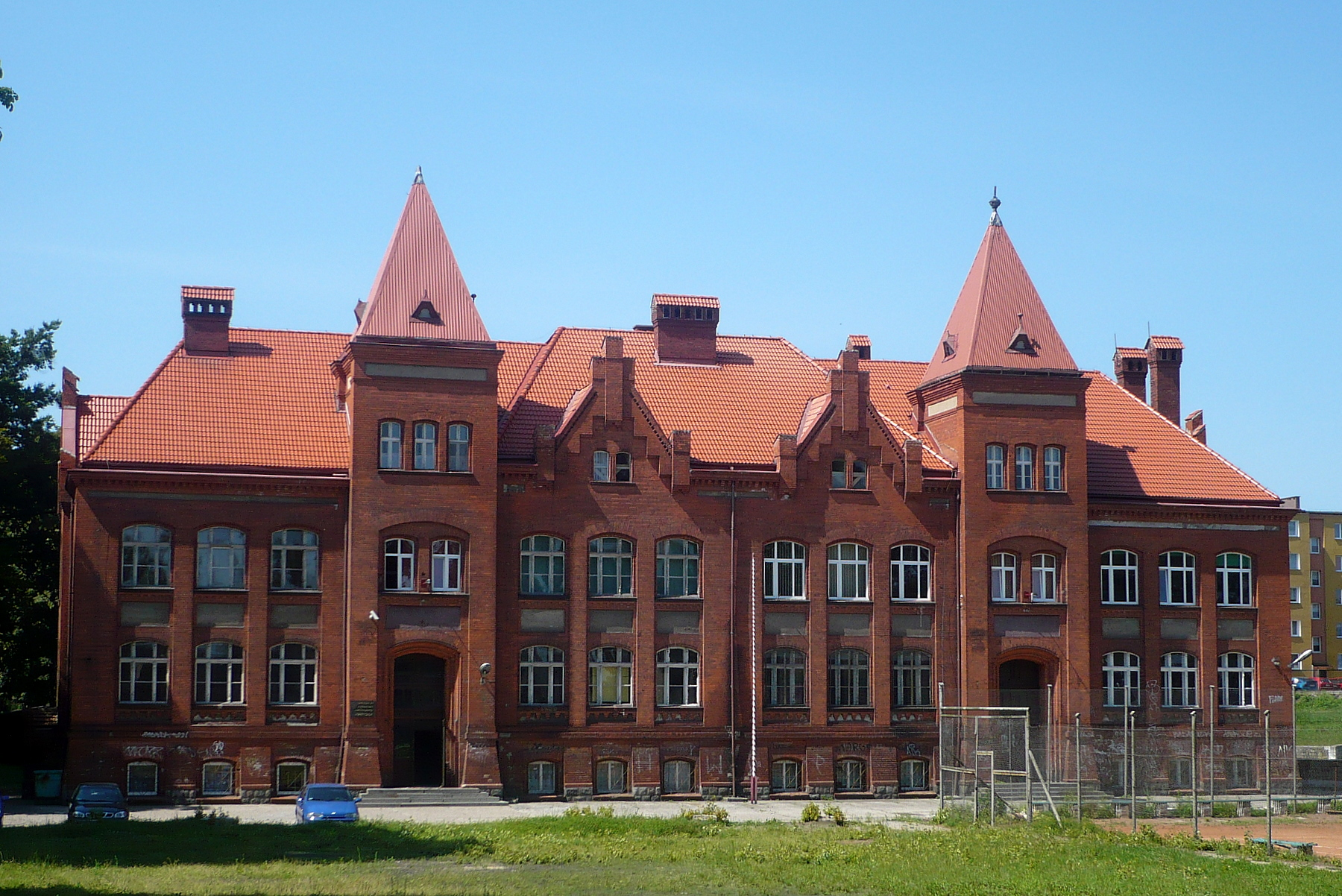
Gimnazjum nr 1 w Gryficach

Na terenie gminy znajdują się 2 przedszkola (w Gryficach), 5 szkół podstawowych (Górzyca, Trzygłów, Prusinowo, Gryfice), 2 gimnazja oraz 2 licea. W gminie znajduje się Miejska Biblioteka Publiczna z 5 filiami w Górzycy, Ościęcinie, Prusinowie, Trzygłowie oraz gryfickim szpitalu oraz filia Wojewódzkiej Biblioteki Pedagogicznej. Inne instytucje kulturalne to: "Stała Wystawa Pomorskich Kolei Wąskotorowych /filia Muzeum Kolejnictwa w Warszawie/, Gryficki Dom Kultury oraz Galeria Muzeum Brama.

## Administracja i samorząd
Mieszkańcy gminy wybierają do rady miejskiej 21 radnych. Organem wykonawczym jest Burmistrz Gryfic. Siedzibą władz jest budynek przy placu Zwycięstwa.
Naczelnicy miasta i gminy Gryfice:
- Elżbieta Szeliga (1973 – 1975)
- Stanisław Muras (od 1975)
- Jan Dąbrowski (do kwietnia 1989)
- Zdzisław Olszówka (czerwiec 1989 – grudzień 1989)

Burmistrzowie Gryfic (miasta i gminy Gryfice):
- Stanisław Gołębiewski (1990 – 1994)
- Sławomir Sidor (5 lipca 1994 – 20 grudnia 1994)
- Andrzej Szczygieł (od 6 kwietnia 1995) – pełnił obowiązki burmistrza jako zastępca poprzedniego od 20 grudnia 1994 r., następnie w wyniku konkursu został obrany burmistrzem

W 2016 r. wykonane wydatki budżetu gminy Gryfice wynosiły 89,6 mln zł, a dochody budżetu 96,7 mln zł. Zobowiązania samorządu (dług publiczny) według stanu na koniec 2016 r. wynosiły 11,8 mln zł, co stanowiło 12,2% poziomu dochodów.
Dochody budżetu gminy Gryfice w złotych na 1 mieszkańca:
Gmina Gryfice jest obszarem właściwości Sądu Rejonowego w Gryficach i Sądu Okręgowego w Szczecinie. Gmina (właśc. powiat gryficki) jest obszarem właściwości miejscowej Samorządowego Kolegium Odwoławczego w Szczecinie.
Mieszkańcy gminy Gryfice razem z mieszkańcami gminy Karnice wybierają 9 radnych do Rady Powiatu Gryfickiego, a radnych do Sejmiku Województwa Zachodniopomorskiego w okręgu nr 2. Posłów na Sejm wybierają z okręgu wyborczego nr 41, senatora z okręgu nr 98, a posłów do Parlamentu Europejskiego z okręgu nr 13.

### Podział administracyjny
Gmina Gryfice utworzyła 37 jednostek pomocniczych gminy (33 sołectwa i 4 osiedla):
Osiedla (w Gryficach)Osiedle Nr 1, Osiedle Nr 2, Osiedle Nr 3, Osiedle Nr 4
Sołectwa (nazewnictwo według statutów)Sołectwo Barkowo, Sołectwo Baszewice, Sołectwo Borzęcin, Sołectwo Brodniki, Sołectwo Dobrzyń, Sołectwo Dziadowo, Sołectwo Górzyca, Sołectwo Grądy, Sołectwo Jasiel, Sołectwo Kołomąć, Sołectwo Kukań, Sołectwo Lubieszewo, Sołectwo Łopianów, Sołectwo Niedźwiedziska, Sołectwo Otok, Sołectwo Ościęcin, Sołectwo Prusinowo, Sołectwo Przybiernówko, Sołectwo Rotnowo, Sołectwo Rybokarty, Sołectwo Rzęskowo, Sołectwo Rzęsin, Sołectwo Sikory, Sołectwo Skalin, Sołectwo Smolęcin, Sołectwo Stawno, Sołectwo Świeszewo, Sołectwo Trzygłów, Sołectwo Waniorowo, Sołectwo Wilczkowo, Sołectwo Witno, Sołectwo Zaleszczyce, Sołectwo Zielin.

## Miejscowości
MiastoGryfice
WsieBaszewice, Borzęcin, Dobrzyń, Dziadowo, Górzyca, Grądy, Jasiel, Kołomąć, Kukań, Lubieszewo, Łopianów, Niedźwiedziska, Otok, Ościęcin, Przybiernówko, Rotnowo, Rybokarty, Rzęskowo, Sikory, Skalin, Smolęcin, Świeszewo, Trzygłów, Waniorowo, Wilczkowo, Witno, Zaleszczyce i Zielin, Borzyszewo, Jabłonowo, Wołczyno, Zacisze i Zagórcze
OsadyBarkowo, Brodniki, Grębocin, Kowalewo, Lubin, Niekładź, Prusinowo, Raduń, Rzęsin, Sokołów, Stawno, Zdrój
KolonieKrakowice
PrzysiółkiGrochów, Lubków, Mierzyn, Podłęcze, Popiele i Skowrony.
Osady leśneZdrój

## Miasta partnerskie
- Gryfów Śląski
- Güstrow
- Meldorf